# باشگاه بسکتبال تالین کالو
باشگاه بسکتبال تالین کالو (استونیایی: BC Tallinna Kalev) یک باشگاه بسکتبال در تالین، استونی است که در سال ۲۰۰۲ تأسیس شده‌است.